# Melrose (Scottish Borders)
Melrose is een Schots stadje in Scottish Borders, gelegen aan de rivier de Tweed. Het had in 2020 2500 inwoners. Het stadje ligt aan de A6091 die de verbinding vormt met Galashiels en de A68 (tussen Edinburgh, Jedburgh en Newcastle upon Tyne).
De Z. Beda wordt geassocieerd met het ontstaan van deze plaats. In de vroege 12e eeuw stichtte koning David I van Schotland er Melrose Abbey.
Volgens de legende zou koning Arthur begraven geweest zijn in de Eildon Hills vlak bij de stad. Enkele kilometers westwaarts bevindt zich Abbotsford House, de verblijfplaats van de schrijver Sir Walter Scott.
In Melrose zou de rugby-variant Rugby Sevens ontstaan zijn.

## Overleden
- Ned Haig (1858-1939), bedenker van Rugby Sevens